# Nagaya shinshiroku
Nagaya shinshiroku (長屋紳士録, Nagaya shinshiroku, lit. "Registro de um cavalheiro de cortiço") (bra: Discurso de um Proprietário) é um filme japonês dirigido e escrito por Yasujirō Ozu em 1947. Foi o primeiro filme de Ozu após a Segunda Guerra Mundial.

## Sinopse
Tashiro (Chishū Ryū), Tamekichi (Reikichi Kawamura) e O-tane (Chōko Iida) estão entre os residentes de um bairro pobre de Tóquio que foi severamente danificado nos bombardeios de 1944-45. Tashiro é um vidente de rua, Tamekichi conserta panelas e frigideiras, e O-tane é uma viúva que vende todas as coisas que encontra pelas ruas. Certo dia, Tashiro retorna a sua casa, que também divide com Tamekichi, para lhe informar que trouxe um menino, Kōhei (Hōhi Aoki). Ele se separou de seu pai em Tóquio e seguiu Tashiro. Tamekichi se recusa a acolhe-lo e aconselha o colega a levar o menino para O-tane, que aceita relutantemente.
A noite, Kōhei molha o seu futon. O-tane diz a Tamekichi que ela fez a sua parte e que agora ele deveria assumir a responsabilidade pelo menino. Tamekichi se recusa e sugere que seus vizinhos, os Kawayoshi, o adotem. Kawayoshi (Takeshi Sakamoto), diz que não pode porquê já tem filhos, e os três fazem um sorteio para decidir quem o levará para Chigasaki, terra natal do garoto. Tamekichi manipula o jogo e O-tane fica com a criança. O-tane leva o menino para Chigasaki, onde ela não consegue muitas informações. Sem saber como contatar seu pai, O-tane e Kōhei vão as dunas da praia. O-tane tenta se livrar de Kōhei enquanto está distraído, e foge, mas o menino a persegue. Assim, O-tane retorna com o menino e diz aos colegas que sua jornada foi infrutífera. Tamekichi a lembra da reunião dos moradores naquela noite. Ela leva Kōhei de volta para sua casa, e, logo depois, vai a reunião. Lá, os Kawayoshi distribuem comida adquirida com o dinheiro que seu filho ganhou na loteria, por ser criança e ter uma mente mais pura, segundo eles.

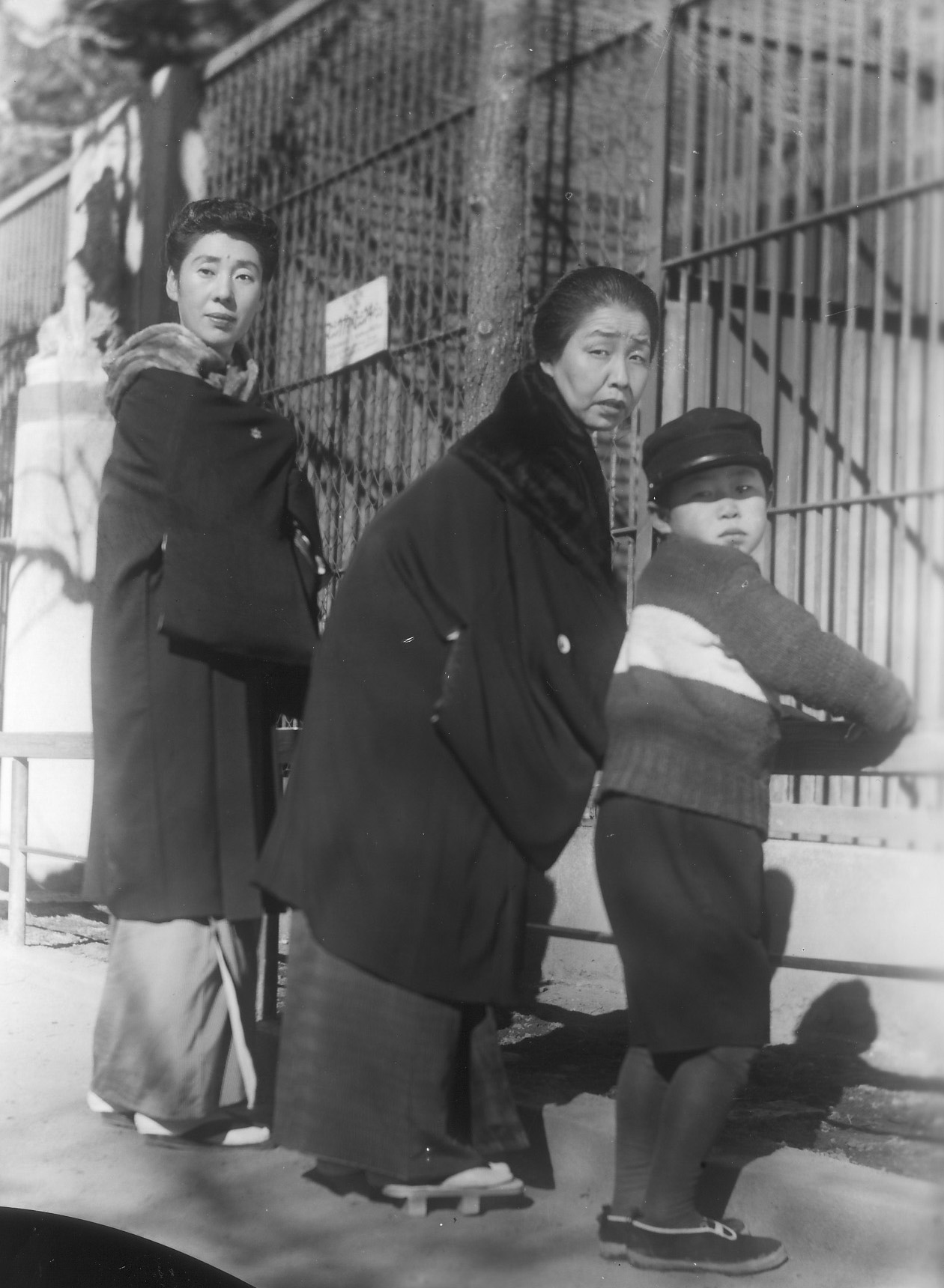
Os atores (da esquerda a direita) Mitsuko Yoshikawa, Chōko Iida e Aoki Hōhi

No dia seguinte, Kiku (Mitsuko Yoshikawa), uma velha amiga de O-tane, vem a visitar e elas discutem sobre suas infâncias. Ao sair, Kiku dá a Kōhei uma nota de dez ienes. O-tane diz a ele para ir comprar um bilhete de loteria, já que ele tem a mente "mais ou menos pura". Kōhei não consegue ganhar nada na loteria. O-tane o repreende e ele começa chorar. Como forma de consolo, a mulher dá dez ienes de volta.
No próximo dia, Kōhei molha seu futon de novo. Depois de duas horas, o menino desaparece e O-tane passa o resto do dia tentando encontrá-lo. Tashiro chega com Kōhei afirmando que ele havia fugido porque fez xixi na cama de novo. Com todos em casa, O-tane diz seu plano de matricular Kōhei em uma escola. Nisso, o seu pai (Eitarō Ozawa) aparece e começa a agradecer O-tane por cuidar do menino, já que estava procurando o filho. O-tane se despede do pai e de Kōhei. Tamekichi e Tashiro vêm tudo pelo outro lado da rua. O-tane começa a chorar e Tamekichi pergunta o motivo, até que ele ouve da mulher que ela está feliz pelo encontro, mas que gostaria de ter tratado melhor o garoto. Ela pede a Tashiro que leia sua mão para descobrir a possibilidade de adotar uma criança. Ele a aconselha a procurar uma perto da entrada do Parque Ueno. O filme termina com uma cena de meninos órfãos e desabrigados pela guerra, rondando o parque, sem rumo.

## Elenco
- Chōko Iida como O-tane
- Hōhi Aoki como Kōhei
- Eitaro Ozawa como pai de Kōhei
- Mitsuko Yoshikawa como Kiku
- Reikichi Kawamura como Tamekichi

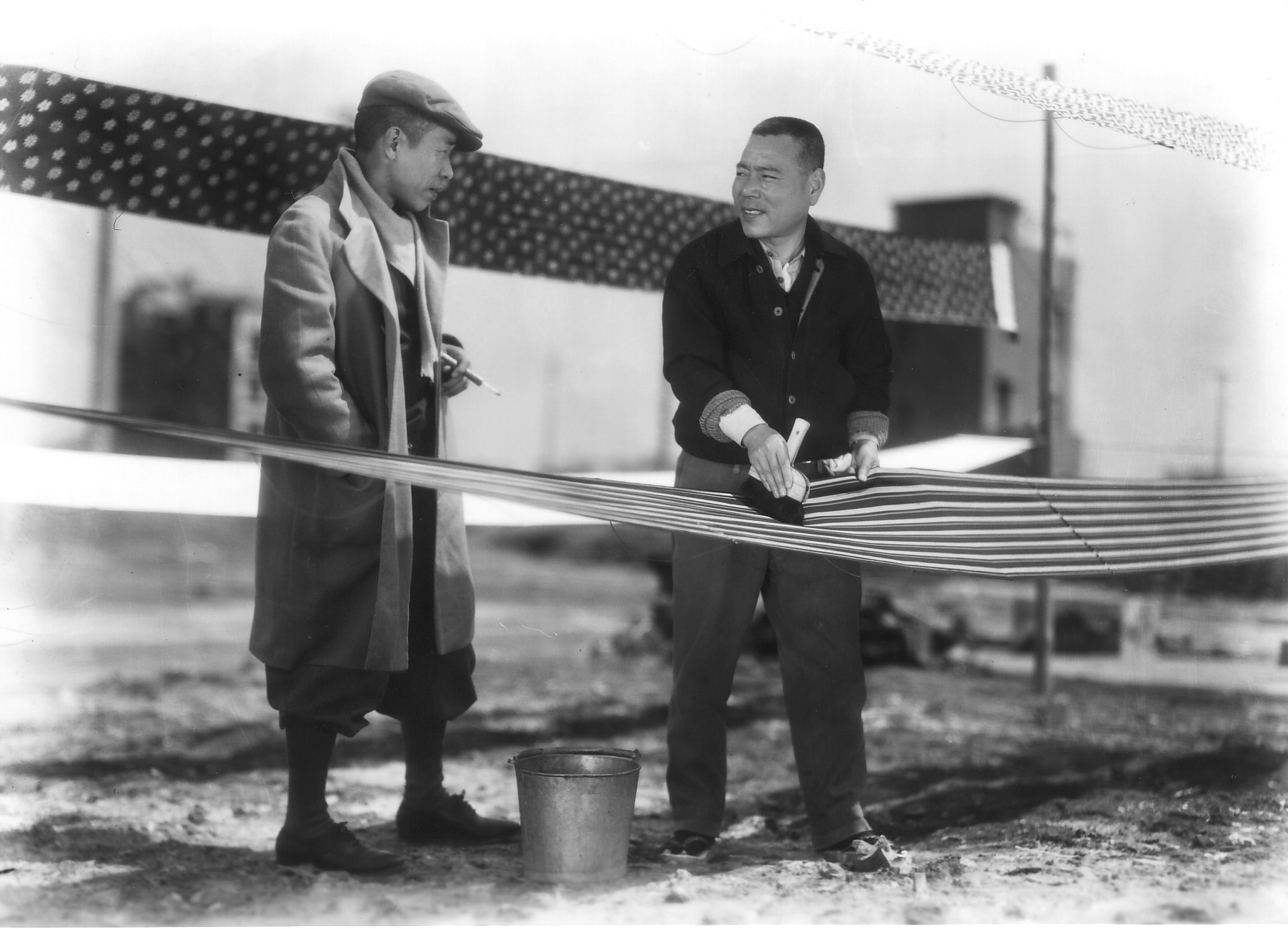
Os atores Reikichi Kawamura (esquerda) e Takeshi Sakamoto em Nagaya Shinshiroku

- Hideko Mimura como Yukiko (filha de Tamekichi)
- Chishū Ryū como Tashiro
- Takeshi Sakamoto como Kihachi Kawayoshi
- Eiko Takamatsu como Tome (esposa de Kihachi)
- Fujiyo Nagafune como Shigeko (filha de Kihachi)
- Yūichi Kaga como Hei-chan (filho de Kihachi)
- Yoshino Tani como senhoria (em Chigasaki)
- Taiji Tonoyama como fotógrafo

## Recepção
Nagaya shinshiroku tem 100% de aprovação no Rotten Tomatoes. Dave Kehr argumentou que "Ozu desvia o impulso sentimental do material ao absorver tudo através de seu ponto de vista passivo e profundamente receptivo". Tim Purtell, da Entertainment Weekly, deu ao filme nota "B" e escreveu que, embora tivesse uma história lenta, o trabalho "recompensa a paciência com uma emoção rica que nunca é de um sentimentalismo exagerado".